# Phoebis
Phoebis argante (Fabricius,1775)
es un género de mariposas de la familia Pieridae.

## Diversidad
Existen 8 especies reconocidas en el género, todas ellas tienen distribución neotropical. Al menos 7 especies se han reportado en la región Neártica Algunas especies (P. sennae, P. philea) son migratorias.

## Plantas hospederas
Las especies del género Phoebis se alimentan de plantas de las familias Fabaceae, Brassicaceae, Salicaceae y Simaroubaceae. Las plantas hospederas reportadas incluyen los géneros Cassia, Inga, Pithecellobium, Caesalpinia, Pentaclethra, Calliandra, Senna, Casearia, Chamaecrista, Crotalaria, Phaseolus, Trifolium, Desmodium, Zygia y Picramnia.